# Clevelandia (geslacht)
Clevelandia is een monotypisch geslacht van straalvinnige vissen uit de familie van de grondels (Gobiidae).

## Soort
- Clevelandia ios (Jordan & Gilbert, 1882)